# Jack Ellis (homme politique)
Pour les articles homonymes, voir Jack Ellis et Ellis.
John Raymond Ellis (31 octobre 1929-1er décembre 1994) est un homme politique canadien de l'Ontario. Il est député fédéral progressiste-conservateur de la circonscription ontarienne de Hastings de 1972 à 1979 et de Prince Edward—Hastings de 1979 à 1972.

## Biographie
Né à Campbellford (en) en Ontario, Ellis entame une carrière publique en tant que conseiller dans le canton de Sidney de 1957 à 1958, échevin de la ville de Belleville de 1959 à 1963, ainsi que maire de cette ville de 1964 à 1967.